# 611

## Nașteri
- dată necunoscută: Papa Leon al II-lea  (d. 683)
- dată necunoscută: Dagobert I  (d. 639)

## Decese
- dată necunoscută: Gisulf al II-lea de Friuli duce italian (n. ?)
- dată necunoscută: Sfântul Dezideriu episcop de Vienne (n. ?)
- dată necunoscută: Smaragdus  (n. ?)